# Matthiola fragrans
Matthiola fragrans là một loài thực vật có hoa trong họ Cải. Loài này được (Fisch.) Bunge mô tả khoa học đầu tiên năm 1839.